# Kopparberg
För andra betydelser, se Kopparberg (olika betydelser).

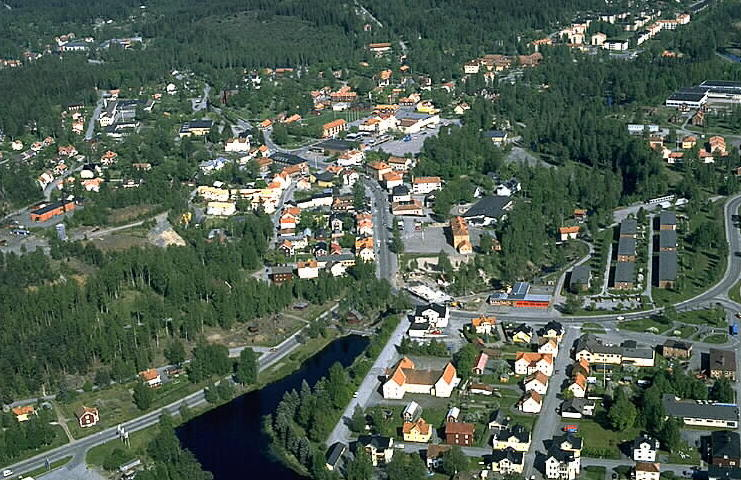
Flygfoto över Kopparberg från 1993

Kopparberg är en tätort i Västmanland samt centralort i Ljusnarsbergs kommun i Örebro län. Till tätorten räknas även det intilliggande Bångbro. Orten är belägen vid riksväg 63.

## Historia
Namnet Kopparberg kommer av att trakten bosattes i anslutning till kopparfyndigheter som Mårten Finne från Löa fann år 1624. Området kallades då Lindesås finnmark, och senare uppkallades området efter sjön Ljusnaren och berget, Ljusnarsberg. Namnen Nya Kopparberget med en anspelning på Stora Kopparberget i Falun förekommer även från 1634 på gruvan, och socknen, berget och gruvan har därefter omväxlande kallats Ljusnarsberg eller Nya Kopparberg ända in på 1940-talet.
Då järnvägsstationen anlades här 1872 fick den namnet Kopparberg, och ett stationssamhälle växte fram här. Det kallades lokalt vanligen bara "Bruket". Då samhället 1887 blev municipalsamhälle fick det namnet Nya Kopparberg men då det 1908 blev köping fick det i stället namnet Kopparberg. Den kom sedan den sammanslagits med Ljusnarsbergs landsförsamling att heta Ljusnarsbergs köping.
Kopparberg är ett före detta gruvsamhälle. Den sista gruvan, Ljusnarsbergs gruva (sulfidmalm), lades ned 1975 av den dåvarande ägaren Boliden. Gruvan ligger i norra kanten av Kopparberg (i dagligt tal benämnt "Gruvbacken") och kvar från driften står en flyttbar så kallad "gruvcirkus". Ett minne från gruvtiden är bergmästarbostället Stora gården, som ligger centralt i Kopparberg. Den är idag ett byggnadsminne. Ett annat stort gruvområde i centrala Kopparberg är Kaveltorp där det bedrevs gruvdrift mellan 1640 och 1950-talet (samt återstart 1966 med nedläggning 1971).
I den närliggande bruksorten Bångbro fanns tidigare ett järnverk med kallvalsverk, vilket nedlades 1987.

### Administrativa tillhörigheter
Se även Bångbro
Kopparberg var och är kyrkby i Ljusnarsbergs socken där Ljusnarsbergs landskommun inrättades vid kommunreformen 1862. I landskommunen inrättades 16 december 1887 Nya Kopparbergs municipalsamhälle för orten. 1908 utbröts municipalsamhälle med närområde ut ur landskommunen och bildade Kopparbergs köping. Köpingskommunen uppgick 1962 tillsammans med Ljusnarsbergs landskommun i den då nybildade Ljusnarsbergs köping, vilken 1971 uppgick i Ljusnarsbergs kommun med Kopparberg som centralort.
I kyrkligt hänseende har Kopparberg alltid hört till Ljusnarsbergs församling (före 1927 även benämnd Nya Kopparbergs församling.
Judiciellt har orten ingått i samma tingslag och tingsrätter som Ljusnarsbergs socken.

### Befolkningsutveckling
| Befolkningsutvecklingen i Kopparberg 1900–2020 | Befolkningsutvecklingen i Kopparberg 1900–2020 | Befolkningsutvecklingen i Kopparberg 1900–2020 | Befolkningsutvecklingen i Kopparberg 1900–2020 | Befolkningsutvecklingen i Kopparberg 1900–2020 |
| ---------------------------------------------- | ---------------------------------------------- | ---------------------------------------------- | ---------------------------------------------- | ---------------------------------------------- |
|                                                |                                                |                                                |                                                |                                                |
| År                                             |                                                |                                                | Folkmängd                                      | Areal (ha)                                     |
| 1900                                           | 1900                                           |                                                | 1 447                                          | †                                              |
| 1960                                           | 1960                                           |                                                | 4 585                                          |                                                |
| 1965                                           | 1965                                           |                                                | 4 319                                          |                                                |
| 1970                                           | 1970                                           |                                                | 4 016                                          |                                                |
| 1975                                           | 1975                                           |                                                | 3 942                                          |                                                |
| 1980                                           | 1980                                           |                                                | 3 942                                          |                                                |
| 1990                                           | 1990                                           |                                                | 3 763                                          | 668                                            |
| 1995                                           | 1995                                           |                                                | 3 716                                          | 674                                            |
| 2000                                           | 2000                                           |                                                | 3 310                                          | 675                                            |
| 2005                                           | 2005                                           |                                                | 3 189                                          | 675                                            |
| 2010                                           | 2010                                           |                                                | 3 016                                          | 673                                            |
| 2015                                           | 2015                                           |                                                | 3 065                                          | 506                                            |
| 2020                                           | 2020                                           |                                                | 2 900                                          | 514                                            |
| † Befolkning runt ett municipalsamhälle 1900.  |                                                |                                                |                                                |                                                |

## Näringsliv
De flesta arbetstillfällen på orten finns inom den offentliga sektorn. Bland större företag märks främst Kopparbergs Bryggeri med över 100 anställda på orten.

### Bankväsende
Kopparbergs sparbank grundades 1858 och uppgick 1967 i Bergslagens sparbank, som alltjämt har kontor på orten.
Örebro enskilda bank öppnade ett avdelningskontor i Nya Kopparberget år 1860. Under 1900-talets första decennium tillkom en filial för Lindesbergs bankaktiebolag (senare kallad Bergslagsbanken). År 1919 fick Örebro läns bank öppna kontor i Kopparberg. Denna bank uppgick snart i Göteborgs bank. Bergslagsbanken uppgick i Mälarebanken som år 1925 tog över Göteborgs banks rörelse på orten, strax innan Mälarbanken själv togs över av Svenska Handelsbanken. Örebrobanken uppgick i Skandinaviska banken. Den senare drog in sitt kontor så småningom.
I juli 2021 stängde Handelsbanken sitt kontor i Kopparberg. Därmed är sparbanken ensam bank på orten.

## Kopparbergs Marknad
Kopparbergsmarken vid Mickelsmäss är årets höjdpunkt vad gäller antalet besökare i kommunen. Samhällets genomfartsgata och alla angränsande områden omvandlas till marknadsplats och omkring 100 000 besökare vimlar under två dagar mellan stånden och knallarna.

## Det gula treskilling banco-frimärket
Kopparberg är annars känt för det lilla frimärket som var ett feltryck och vars värde idag är okänt, men anses vara högst i hela världen. Frimärket såldes för 15 miljoner kronor i slutet av 1990-talet till en anonym köpare. Det gula treskilling banco-frimärket som poststämplades 1857 i Kopparberg skulle varit grönt.

## Galleri

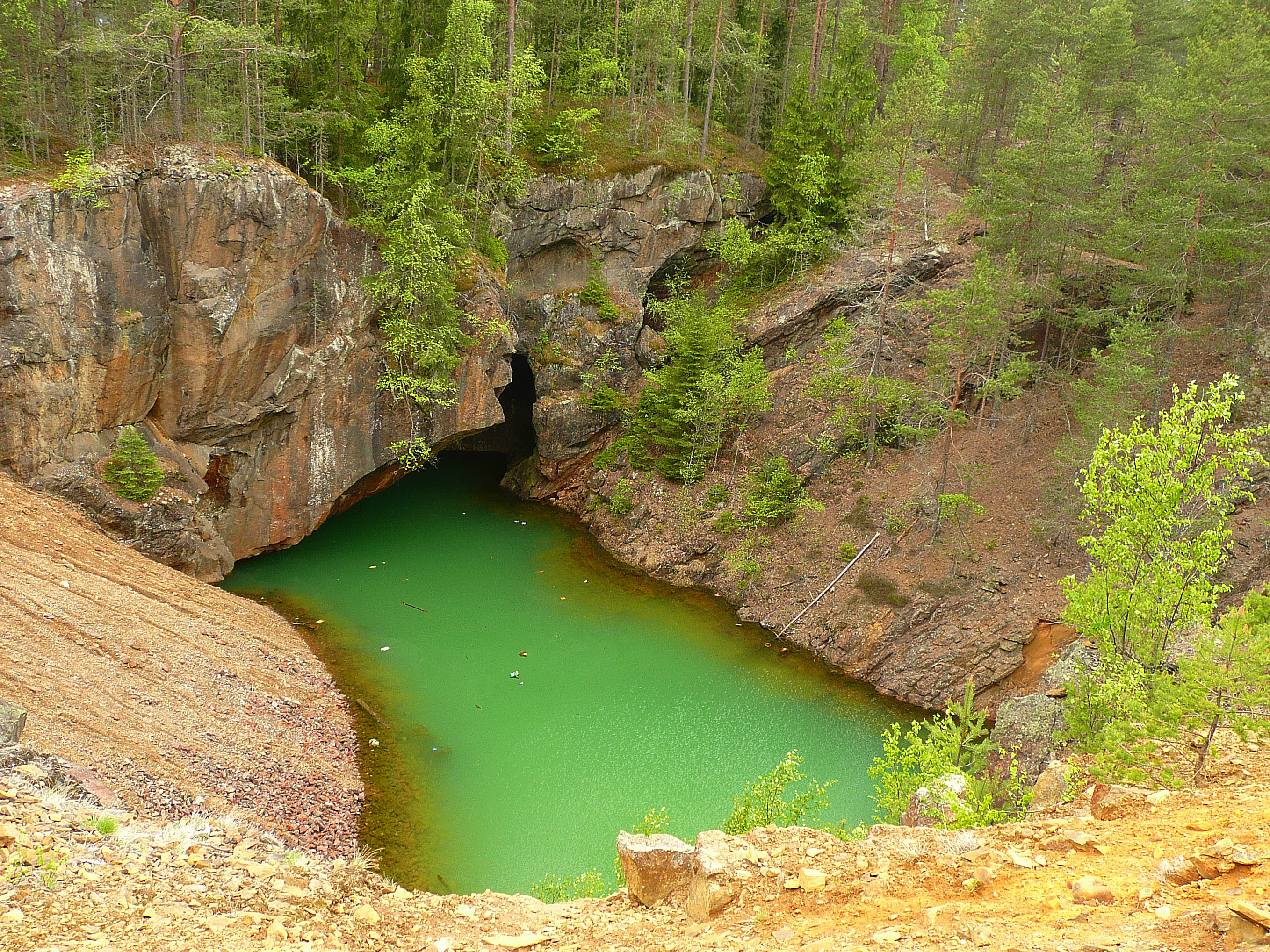
Vattenfyllt dagbrott vid Ljusnarsbergs gruva
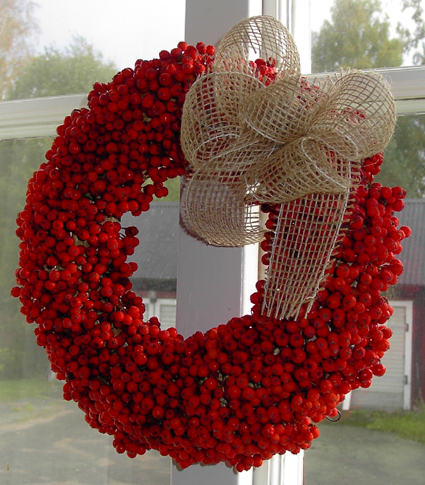
Rönnbärskrans från "marken" 2004